# Antonio Aguado
Antonio Aguado (Madrid, 10 de febrero de 1821-1889) fue un compositor y profesor de música español.

## Biografía
Natural de Madrid, ingresó en el Conservatorio de Música el 21 de enero de 1833 como alumno pensionado interno, hasta que el 22 de noviembre de 1835 cesaron los internos y hubo de continuar como externo de las clases de solfeo impartidas por Baltasar Saldoni, las de piano y acompañamiento de Pedro Albéniz y las de composición de Ramón Carnicer y Batlle. A la reorganización del conservatorio en 1839, fue nombrado por el maestro de la clase de piano, Albéniz, repetidor en una de sus secciones.
En 1848, atendiendo la junta facultativa a una instancia del referido profesor Albéniz en la que manifestaba su mal estado de salud, mereció Aguado ser nombrado para sustituirle en ausencias y enfermedades, pero sin sueldo. El 11 de diciembre de 1852 lo nombraron maestro supernumerario de acompañamiento, el 9 de marzo de 1857 obtuvo el nombramiento de profesor numerario y el 14 de diciembre del mismo año, el de maestro elemental y superior de acompañamiento. Entre los alumnos que aprendieron de él, se cuentan Isidoro Blanco Fernández y Feliciano Primo Agero y Amatey.
Entre las obras que escribió, había misas, salves, varios motetes, lamentaciones y salmos, entre otras piezas. Además, se involucró en la publicación de un método de piano de la Unión Artístico-Musical. Habría fallecido en 1889.